# The Big Bang Theory
The Big Bang Theory là một sitcom Mỹ được sáng lập bởi Chuck Lorre và Bill Prady, cả hai đều có nhiệm vụ là người sản xuất điều hành của chương trình cùng với Steven Molaro. Cả ba cũng đều có nhiệm vụ là những người viết kịch bản chính. Chương trình lên sóng lần đầu tiên trên CBS vào ngày 24 tháng 9 năm 2007. Vào tháng 3 năm 2017, sê-ri này được thông báo sẽ có thêm hai mùa nữa, nâng tổng số mùa lên mười hai, và sẽ tiếp tục tại mùa truyền hình 2018-19. Mùa thứ 11 lên sóng lần đầu ngày 25 tháng 9 năm 2017. Tập cuối của bộ phim lên sóng lần đầu ngày 16 tháng 5 năm 2019 sau 12 mùa phát sóng.
Chương trình chủ yếu tập trung vào năm nhân vật sống tại Pasadena, California: đôi bạn cùng phòng Leonard Hofstadter và Sheldon Cooper, cả hai đều là nhà vật lý học tại Caltech; Penny, một cô bồi bàn có ước mơ làm diễn viên sau đó đã trở thành một đại diện dược phẩm sống ở căn hộ đối diện; và những người bạn cùng đồng nghiệp cũng mọt sách và giao tiếp tệ không kém là kĩ sư không gian Howard Wolowitz và nhà vật lý thiên văn Raj Koothrappali. Sự mọt sách và hiểu biết cao siêu của bốn chàng trai đối lập một cách hài hước với kĩ năng giao tiếp và hiểu biết thông thường của Penny.
Theo thời gian, những nhân vật phụ trở thành nhân vật chính: Leslie Winkle là một nhà khoa học và đồng nghiệp ở Caltech, từng là người yêu cũ của cả Leonard và Howard; Bernadette Rostenkowski là bạn gái của Howard (sau này là vợ), kiêm một nhà vi trùng học và trước đó là bồi bàn bán thời gian với Penny; nhà thần kinh học Amy Farrah Fowler, tham gia vào nhóm sau khi bị mai mối với Sheldon trên một trang web hẹn hò (và sau đó trở thành bạn gái Sheldon), và Stuart Bloom, ông chủ rỗng túi của một tiệm truyện tranh mà các nhân vật thường ghé qua.

## Sản xuất
Tập đầu tiên của chương trình được lên sóng lần đầu ngày 24 tháng 9 năm 2007. Đây là tập đầu tiên thứ hai được sản xuất cho chương trình. Một tập đầu tiên khác đã được sản xuất cho mùa truyền hình 2006-2007 nhưng chưa bao giờ được lên sóng. Cấu trúc của tập đầu tiên không được lên sóng ban đầu đã có thay đổi cơ bản so với cấu trúc hiện tại của series. Các nhân vật duy nhất có mặt ở cả hai tập đầu tiên là Leonard (Johnny Galecki) và Sheldon (Jim Parsons), người được đặt tên theo Sheldon Leonard, một nhân vật lâu năm trong ngành truyền hình dài tập với tư cách là nhà sản xuất, đạo diễn và diễn viên. Althea (Vernee Watson) là một nhân vật có mặt trong cả hai tập mở màn và tập series đầu tiên. Dàn diễn viên được phát triển thêm bởi hai phụ nữ chính: diễn viên người Canada Amanda Walsh trong vai Katie, "một người phụ nữ bươn chải, cứng rắn với tâm hồn dễ vỡ", người mà hai chàng trai gặp sau khi cô ấy chia tay bạn trai và mời cô tới sống cùng trong căn hộ (Katie được thay thế bởi Penny, đóng bởi Kaley Cuoco, trong tập mở màn thứ hai); và Iris Bahr trong vai Gilda, một nhà khoa học kiêm bạn và đồng nghiệp của hai chàng trai, sợ hãi bởi sự hiện diện của Katie. Bản pilot đầu sử dụng bài hát chủ đề là hit của Thomas Dolby: "She Blinded Me with Science".